# ヘイゼルウッド (DD-531)
ヘイゼルウッド (USS Hazelwood, DD-531) は、アメリカ海軍の駆逐艦。フレッチャー級駆逐艦の一隻。艦名はジョン・ヘイゼルウッド提督に因む。その名を持つ艦としては2隻目。

## 第二次世界大戦中の艦歴
「ヘイゼルウッド」は1942年4月11日、カリフォルニア州サンフランシスコのベスレヘム造船にて起工された。1942年11月20日に進水、1943年6月18日に就役し、ハンター・ウッド・ジュニアが指揮を執った。
試運転後、「ヘイゼルウッド」は9月5日に西海岸を出発した。9月9日に真珠湾に到着し、航空母艦「レキシントン」のチャールズ・A・パウナル少将の下空母戦闘群に加わり、ギルバート諸島のタラワに対して航空攻撃を開始した。「ヘイゼルウッド」は次に、10月5日と6日のウェーク島に対する攻撃のため第2艦隊（6隻の空母、7隻の巡洋艦、24隻の駆逐艦）に加わわった。
10月11日に真珠湾に戻ると、日本軍に対する大規模上陸作戦に備えるたの集中訓練に参加した。11月5日にはニューヘブリディーズ諸島のハバナ港でレイモンド・スプルーアンス提督の下第53任務部隊に加わわった。11月13日に出航し、11月20日にギルバート諸島沖航空戦に参加した。太平洋を横断する艦隊の航行における最も激しい闘争の1つであり、対潜哨戒と対空護衛に従事した。1943年12月7日に真珠湾に戻り、次の作戦の準備に就いた。
太平洋戦争が勢いを増す中、「ヘイゼルウッド」は1944年1月22日にマーシャル諸島のクェゼリン環礁及びマジュロへの侵攻のため、スプルーアンス提督麾下の第52任務部隊に配属され、真珠湾から出撃した。1月31日に部隊が上陸した後、主要な航空護衛船としてクェゼリン環礁に停泊し、対潜水艦哨戒を行った。その後2月15日にクェゼリンを出航し、ソロモン諸島とマーシャル諸島を経由して数か月の哨戒及び護衛任務を遂行した。更に、ウンガラブ港とニューアイルランド島の日本施設に対して砲撃を行った。
「ヘイゼルウッド」は次にパラオ攻撃に参加した。9月15日、第1海兵師団がパラオ諸島のペリリュー島に上陸した際には日本軍の反撃を抑止するため海岸の陣地を銃撃した。「ヘイゼルウッド」はペリリュー島海域の哨戒を続け、10月3日にマヌス島のゼーアドラー湾に向けて出航、フィリピン解放のためトーマス・C・キンケイド提督の艦隊に加わった。10月20日、海軍の上陸援護攻撃の下にレイテ島に部隊が上陸した際、「ヘイゼルウッド」は日本軍の激しい空襲を受けた。
翌週、日本軍がフィリピンの支配を確保ために最後の反撃に出たため、絶え間ない空襲と広範囲にわたる艦隊移動が繰り返された。レイテ沖海戦として歴史的に知られているこの海戦では、日本海軍は壊滅的な損害を受けた。日本海軍は3隻の戦艦、4隻の空母、6隻の重巡洋艦、4隻の軽巡洋艦、9隻の駆逐艦、および多数の航空機を失った。「ヘイゼルウッド」は、少なくとも2機の特攻機を撃墜したと主張した。
「ヘイゼルウッド」は12月にレイテ沖の哨戒及びウルシー環礁での砲撃演習に従事した。その後、マケイン中将の空母打撃群に加わり、12月30日に出航した。空母は琉球諸島、台湾、沖縄、そして1945年1月3日から7日まで中国沿岸の日本の陣地に対して激しい空襲を行った。これらの攻撃は1月9日にリンガエン湾に上陸したフィリピンから日本軍の注意をそらした。インドシナでの日本の陣地へのさらなる攻撃の後、「ヘイゼルウッド」は1月26日にウルシー環礁に戻った。
「ヘイゼルウッド」は2月11日、別の任務部隊に加わり、2月16日と17日に日本列島に対して空襲を行う空母の保護として出撃した。2月19日から始まった硫黄島への上陸を支援するため、艦隊は迅速に進路を変え南に向かって進んだ。神風特攻隊、戦闘機、急降下爆撃機からの絶え間ない攻撃を受ける中、2月25日の夜に駆逐艦「マリー(USS Murray, DD-576) 」と共に特設監視艇「い号富士丸」（日本海洋漁業統制、80トン）と「高貴丸」（日本海洋漁業統制、80トン）の2隻を機銃により沈めた。
「ヘイゼルウッド」は3月1日にウルシー環礁に戻った後、沖縄攻略のため再度任務部隊に加わり、3月14日に出撃した。4月1日の攻撃後、沖縄沖で護衛及び哨戒を行った。

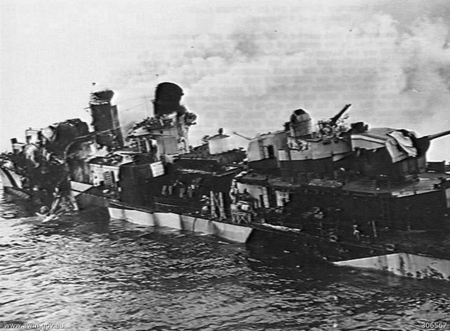
沖縄にて神風特攻隊の突撃を受けた「ヘイゼルウッド」

4月29日、「ヘイゼルウッド」が護衛していた空母打撃群が低い雲間から飛び出した特攻機の攻撃を受けた。「ヘイゼルウッド」は全ての対空砲により応戦し、2機の零戦を回避するように操舵したが、零戦は対空砲火を受けながら船体上部を通り左舷側の貨物に衝突、艦橋にて爆発した。マストが倒れ、前方の主砲が機能を失い、燃えるガソリンが甲板と隔壁に溢れた。艦長を含む10名の将校と67名が死亡し、36名が行方不明となった。工務士官である中尉が指揮を執り、ダメージコントロール及び負傷者の救助を指示した。「ヘイゼルウッド」は曳航され、途中から自力で航行し5月5日に応急修理のためウルシー環礁に到着した。6月14日に真珠湾を経由してメア・アイランド海軍造船所に入り修理を行った。1946年1月18日に退役し、カリフォルニア州サンディエゴの太平洋予備艦隊に入った。

## 戦後の艦歴

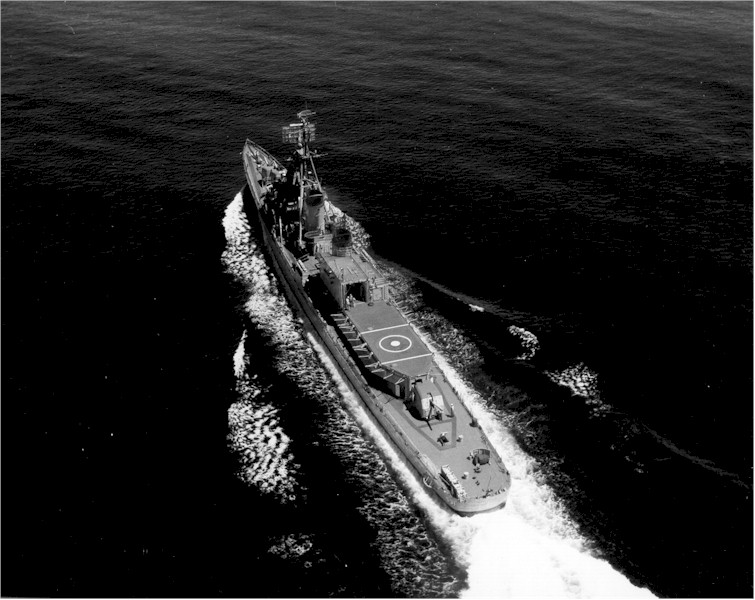
試験的な飛行甲板を備えた1960年の「ヘイゼルウッド」

「ヘイゼルウッド」は1951年9月12日、サンディエゴで再就役した。試運転後、1952年1月4日にサンディエゴを出航し、1月21日にロードアイランド州ニューポートに到着、大西洋艦隊に加わった。東海岸とカリブ海での作戦及び演習を行い、1953年12月7日に極東に向けてニューポートを出航した。1954年1月12日、真珠湾を経由して東京に到着し、その後数か月間任務部隊で活動し、朝鮮戦争の休戦を目的として大韓民国沿岸を巡視した。1954年5月28日に米国へ向けて香港を出発し、スエズ運河を通って7月17日にニューポートに到着した。
その後数年間、「ヘイゼルウッド」は東海岸沿岸、カリブ海及び地中海にて訓練と準備作戦を行った。1956年秋のスエズ危機では第6艦隊に配備され、東地中海を巡視、緊張した国際情勢を安定させる一助となった。

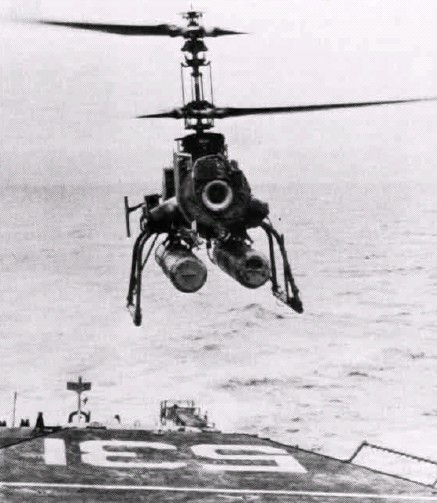
「ヘイゼルウッド」飛行甲板上のドローンヘリコプター

1958年、「ヘイゼルウッド」はナラガンセット湾及びメリーランド州の海軍兵器研究所にて対潜水艦戦用のヘリコプターのテストを開始した。駆逐艦開発課に配属され、レーダーや電子対抗システムで使用される機器のテストに参加した主な研究開発作業には、対潜水艦ドローンヘリコプター（DASH）のテストが含まれていた。「ヘイゼルウッド」は艦内の設備を試験に提供し、高度で重要なASW兵器システムであるDASHの完成を可能とした。1963年8月だけでも、ドローンヘリコプターは多用途の駆逐艦の飛行甲板に1,000回着陸した。
試験的な開発に加えて、「ヘイゼルウッド」は駆逐艦に割り当てられた多くの任務に従事し続けた。アメリカが1962年10月にキューバへの攻撃ミサイルの導入をめぐってロシアと対峙したとき、再び問題を抱えたカリブ海において対潜水艦哨戒を行った。「ヘイゼルウッド」は、キューバの検疫が発効した直後の11月5日にグァンタナモ米軍基地に到着し、キューバ危機の間警戒を続け、第84任務部隊の火力支援船として機能した。
「ヘイゼルウッド」は1963年6月にDASHのテストを再開し、その年の後半に船上着陸支援装置（SLAD）の船上試験を実施した。翌年は東海岸沿岸にて開発と戦術の両方の作戦を続けた。1965年3月19日に退役し、大西洋予備艦隊に入った。1974年12月1日に海軍船籍から除籍され、1976年4月14日に売却された。

## 従軍星章
「ヘイゼルウッド」は第二次世界大戦中の功績により10個の従軍星章を授与された。